# Поль Рамадьє
Поль Рамадьє (фр. Paul Ramadier; 17 березня 1888 — 14 жовтня 1961) — французький політик і державний діяч, який з 22 січня по 19 листопада 1947 був прем'єр-міністром та очолював кабінет міністрів Четвертої республіки.

## Біографія
Поль Рамадьє народився в 1888 році, і ріс у родині психіатра в місті Ла-Рошель. Вже у шістнадцятирічному віці записався в Соціалістичну партію Франції. Вивчав юриспруденцію і в 1911 отримав докторський ступінь захистивши дисертацію з римського права.
Був депутатом французького парламенту з 1928 по 1940 рік, з 1945 по 1951 і з 1956 по 1961 роки.
У 1936 він покинув Соціалістичну партію. Працював заступником державного секретаря в уряді Леона Блюма. Його юрисдикція охоплює міністерство електроенергії та рідкого палива. У кабінеті Каміля Шотана Рамадьє отримав посаду заступника державного секретаря з питань цивільного будівництва.
У 1938 році, в третьому кабінеті Едуара Даладьє, отримав портфель міністра праці республіки. На цій посаді активно ратував за поліпшення соціальної захищеності трудящих, пенсійну реформу і сорокагодинний робочий тиждень.
Після початку Другої світової війни і вторгнення вермахту до Франції Поль Рамадьє брав участь в русі Опори і знову приєднався до соціалістів. За допомогу євреям у роки окупації його ім'я викарбувано на Алеї праведників меморіалу «Яд Вашем» в Ізраїлі.
Після звільнення Франції від нацистів, Рамадьє став міністром постачання (з листопада 1944 по травень 1945 року) в кабінеті Шарля де Голля.
З грудня 1946 по січень 1947 Поль Рамадьє отримав портфель міністра юстиції в кабінеті Леона Блюма. Йому вдалося переконати уряд дати згоду на План Маршалла. Після прийняття Конституції Четвертої республіки Національними зборами, Рамадьє став першим прем'єр-міністром листопада в Четвертій республіці.
У травні 1947 року підписав декрет про виведення міністрів-комуністів з уряду.
В уряді Анрі Кея з 1948 по 1949 рік був військовим міністром.
Сприяв повороту до атлантичного курсу країни в зовнішній політиці та вступу Франції до НАТО.
У 1956—1957 роках в кабінеті Гі Молле був міністром економіки і фінансів.
Поль Рамадьє помер в 1961 році.